# Vertiefungsarbeit
Die Vertiefungsarbeit (kurz VA) ist die Abschlussarbeit des allgemeinbildenden Unterrichts (ABU) in Schweizer Berufsschulen. Ursprünglich war diese Arbeit unter dem Namen Selbständige Vertiefungsarbeit (SVA) bekannt, wird auch häufig noch damit verwechselt.

## Allgemeines
Der Allgemeinbildungslehrer kann ein Leitthema frei wählen, dieses sollte die Schüler zu kreativem Denken auffordern. Die Schüler müssen sich ein beliebiges Thema, passend zum Leitthema, wählen und ein Konzept erarbeiten, das der Lehrperson vorgestellt wird. Genehmigt diese das Konzept, so kann die eigentliche Arbeit beginnen.

## Anforderungsprofil
Die Anforderungen der Vertiefungsarbeit sind von Kanton zu Kanton sowie von Schule zu Schule und von Lehrperson zu Lehrperson vollkommen unterschiedlich.

### Allgemeine Gewerbeschule Basel-Stadt

#### Dokumentation
Die Dokumentation muss aus 30 (±5) Seiten bestehen. Die Schriftgrösse ist auf 12 festgelegt und es dürfen maximal ¼ Bildanteil sein. Mindestens die Hälfte der Arbeit sollte aus einem Praktischen Teil (Umfrage, Feldstudie, Interviews etc.) bestehen. An den Anhang gehören das am Anfang der Arbeit erstellte Konzept und Zeitplan und die Fixpunktprotokolle aus den vorgegebenen Zwischengesprächen. Diese drei Dokumente werden in Form von Word-Vorlagen von der Schule bereitgestellt. Zum Schluss gehört noch eine Reflexion der Arbeit.

#### Präsentation
Die Berufsschüler müssen ca. zwei Wochen nach Abgabe ihrer Arbeit der Klasse und dem Examinator (Klassenlehrer) und dem Experten (weiterer Lehrer der Allgemeinbildung) eine Präsentation vorführen, welche aber nur 10 Minuten lang sein darf. Jedes Gruppenmitglied muss gleich viel daran beitragen. Praxis- und Theorieteil müssen auf die Referenten gleichmässig aufgeteilt sein.

#### Prüfungsgespräch
Nach der Präsentation gibt es ein Prüfungsgespräch zwischen den Gruppenmitgliedern und der Examinatorin und dem Experten. In diesem Gespräch werden von den Lehrern Fragen über den Inhalt der Dokumentation und die Reflexion der Arbeit gestellt, welche von den Schülern beantwortet werden.

## Probe Vertiefungsarbeit
Im Zusammenhang mit der Vertiefungsarbeit wird ein Jahr zuvor oft auch eine Probe Vertiefungsarbeit (PVA) geschrieben. Diese ist mit 15 geforderten Seiten nur halb so gross wie die eigentliche Vertiefungsarbeit. Auch hier wird ein Leitthema von der Lehrperson gewählt, zu dem die Schüler ein Konzept entwickeln und dann die PVA mit Zeitplan und Interview erarbeiten. Die Präsentation zur PVA darf maximal 10 Minuten betragen. Die PVA kann als Gruppen- oder Einzelarbeit absolviert werden.